# 沃洛索維恰島
沃洛索維恰島是俄羅斯的島嶼，距離十月革命島700公里，拉普捷夫海，屬於北地群島的一部分，由克拉斯諾亞爾斯克邊疆區負責管轄，長1.7公里、寬0.9公里，最高點海拔高度19米，島上無人居住。